# أبو سليمان الجزائري
أبو سليمان الجزائري ( - 14 مايو 2008) كان زعيمًا بارزًا في تنظيم القاعدة، ولد في الجزائر وقُتِلَ في باكستان.

## حياته
كان الجزائري خبيرًا في الأسلحة، وتدرب لشن هجمات على أهداف غربية. وشارك في تدريب مقاتلي القاعدة، قُتِلَ بسبب هجوم بطائرة بدون طيار من نوع إم كيو-1 بريداتور في دامادولا في مقاطعة باجور بباكستان في 14 مايو 2008.